# 橘茉莉花
橘 茉莉花（たちばな まりか、2000年5月31日 - ）は、日本の女性声優。静岡県出身。シグマ・セブンe所属。旧芸名は鈴木 毬花で大沢事務所に所属していた。

## 略歴
2020年、アニメーション映画『思い、思われ、ふり、ふられ』のヒロイン・市原由奈役のオーディションに満場一致で選ばれ、初のメインキャラクターを演じる。同時点で現役の大学生である。
2023年3月20日よりシグマ・セブンeに橘茉莉花として所属。

## 人物
特技としては球技以外のスポーツを挙げており、走ることと縄跳びが得意だという。
自身の出身地・静岡県の生しらすが好きであるという。
声優を目指したきっかけは、自身が見ていた好きなアニメのように人々を笑顔に出来たらいいなと思ったことだと語っている。

## 出演
太字はメインキャラクター。

### テレビアニメ
2020年
- デカダンス（取り巻きB、少女）

2021年
- 弱キャラ友崎くん（女子生徒）
- Vivy -Fluorite Eye's Song-（女の子）

2024年
- 神は遊戯に飢えている。（女性）
- 殿と犬（子供時代の重虎、おみっちゃん） - 4バージョン共通

2025年
- 黒岩メダカに私の可愛いが通じない（添乗員）
- プリンセッション・オーケストラ（トリノ）
- 追放者食堂へようこそ!（アトリエ）
- アン・シャーリー（シャーロッタ四世）

### 劇場アニメ
- 思い、思われ、ふり、ふられ（2020年、市原由奈[9]）

### OVA
- Re:ゼロから始める異世界生活 氷結の絆（2019年、娘）

### ゲーム
- アズールレーン（2025年、デュゲイ・トルーアン）

### シリーズ一覧
1. ↑  『殿と犬〜わんわん!〜』『殿と犬〜ぽてぽて!〜』『殿と犬〜くんくん!〜』『殿と犬〜もふもふ!〜』

### 初出話一覧
1. 1 2  第1話初出
2. 1 2  第7話初出
3. 1 2  第6話初出
4. 1 2  第10話初出
5. ↑  わんわん 第3話初出
6. ↑  わんわん 第7話初出
7. ↑  第14話初出